# Strana albánské národní jednoty (Kosovo)
Partia e Unitetit Kombëtar Shqiptar je albánský název Strany albánské národní unie. Okrajová strana kandidovala ve volbách roku 2004 v rámci koalice Aleanca për Ardhmërinë e Kosovës (Aliance pro budoucnost Kosova).